# Messias (Händel)
 For alternative betydninger, se Messias (flertydig). (Se også artikler, som begynder med Messias)
Messias (HWV 56) er et engelsk oratorium i tre dele, som blev komponeret af barok-komponisten Georg Friedrich Händel i 1741. Værket er baseret på Händels ven Charles Jennens' libretto ud fra vers i Bibelen og er Händels mest berømte komposition, især det verdenskendte "Hallelujah"-kor der afslutter anden del.
Det er en præsentation af Jesus Kristus liv og betydning for kristendommen. Der er tradition for, at stykket opføres i jul og påske. Dets bevægende tilblivelse er skildret af forfatteren Stefan Zweig i Stjernestunder.

## Program
Premieren på Messias i London blev opført under titelen "A Sacred Oratorio". Her følger en oversættelse af programmet, samlet med de tilhørende satser:

### Del I:Gudsplan omforsoningvedMessias' komme
- Sinfonia (Ouverture)

Scene 1: Frelsens profeti
Recitativ & Akkompagnement (Tenor): "Trøst dig mit folk"
- Air (Tenor): "Hver dal skal hæves"
- Kor: "Herrens herlighed skal åbenbares"

Scene 2: Profeti om den kommende Messias
- Recitativ & Akkompagnement (Bas): "Dette siger Hærskarers Herre"
- Air (Alt eller sopran): "Hvem kan udholde den dag, han kommer?"
- Kor: "Han sidder og smelter sølvet"

Scene 3: Profeti om Jomfru Marias fødsel
- Recitativ (Alt): "Se, den unge kvinde skal blive med barn"
- Recitativ & Kor: "Zions budbringer"
- Recitativ & Akkompagnement (Bas): "For se, mørket dækker jorden"
- Air (Bas): "Det folk, der vandrer i mørket"
- Kor: "For et barn er født os"

Scene 4: Engle viser sig for hyrderne
- Pifa ("Pastoral Sinfonia")
- Recitativ (Sopran): "I den samme egn var der hyrder"
- Recicativ & Akkompagnement (Sopran): "Da stod Herrens engel for dem"
- Recicativ (Sopran): "Men englen sagde til dem"
- Recitativ (Sopran): "Og med ét var der sammen med englen en himmelsk hærskare"
- Kor: "Æret være Gud"

Scene 5: Kristi forsonende mirakler på jorden
- Air (Sopran): "Bryd ud i jubel, Zions datter"
- Recitativ (Alt): "Da skal blindes øjne åbnes"
- Air (Sopran), evt. som duet med en alt: "Som hyrden vogter han sin hjord"
- Kor: "For mit åg er godt, og min byrde er let"

### Del 2:Frelseopnås vedKristioffer; Menneskeheden fornægter Guds tilbud; Gud sejrer
Scene 1: Forsoningens offer, smerte på korset
- Kor: "Se, der er Guds lam, som bærer verdens synd"
- Air (Alt): "Foragtet og opgivet af mennesker"
- Kor: "Men det var vore sygdomme, han tog"
- Kor: "Ved hans sår blev vi helbredt"
- Kor: "Vi flakkede alle om som får"
- Recitativ & Akkompagnement (Tenor): "Alle, der ser mig, spotter mig"
- Kor: "Han har overgivet sin sag til Herren"

Scene 2: Offerdøden, Hans gåen gennem Helvede og genopstandelse
- Recicativ & Akkompagnement (Tenor): "Deres hån har knust mit hjerte"
- Arioso (Tenor): "Se jer omkring, om der findes en smerte som den, der ramte mig"
- Recitativ & Akkompagnement (Sopran el. tenor): "For mit folks synd blev Han ramt"

Scene 3: Genopstandelsen
- Air (Sopran el. tenor): "For du vil ikke prisgive mig til dødsriget"
- Kor: "Løft jeres hoveder, I porte"

Scene 4: Gud afslører hans identitet i Himmelen
- Recitativ (Tenor): "For til hvem af englene"
- Kor: "Alle Guds engle skal kaste sig ned for ham"
- Air (Alt eller sopran): "Du er steget op til det høje"

Scene 5: Evangelismens begyndelse
- Kor: "Herren lader sit ord lyde"
- Air (eller "duet og kor"): "Hvor herligt lyder budbringerens fodtrin"
- Kor (eller air for tenor): "Deres røst er nået ud over hele jorden"

Scene 6: Verden og dens herskere fornægter evangeliet
- Air (eller air og recitativ): "Hvorfor er folkeslagene i oprør?"
- Kor: "Lad os sprænge deres lænker"

Scene 7: Guds sejr
- Recitativ (Tenor): "Han, som troner i Himlen, ler"
- Air (Tenor): "Du skal knuse dem med et jernscepter"
- Kor: "Hallelujah! Herren vor Gud, den Almægtige, har taget magten"

### Del 3: Taksigelse for besejring afDøden
Scene 1: Løftet om fysisk opstandelse og forsoning fra Adams fald
- Air (Sopran): "Dog ved jeg at min løser lever"
- Kor: "Fordi døden kom ved et menneske"

Scene 2: Dommedag og generel opstandelse
- Recitativ & Akkompagnement: "Se, jeg siger jer en hemmelighed"
- Air (Bas): "For basunen skal lyde"

Scene 3: Sejr over død og synd
- Recitativ (Alt): "Døden er opslugt og besejret"
- Duet(Alt og tenor): "Død, hvor er din sejr?"

Scene 4: Ophøjelse af det messianske offer
- Kor: "Men Gud ske tak, som giver os sejren"
- Air (Sopran og alt): "Er Gud for os, hvem kan da være imod os?"
- Kor: "Lammet, det slagtede, er værdigt"